# Alotepec
Alotepec är en ort i Mexiko.   Den ligger i kommunen Tepetlixpa och delstaten Mexiko, i den sydöstra delen av landet, 60 km sydost om huvudstaden Mexico City. Alotepec ligger 1 960 meter över havet och antalet invånare är 131.
Terrängen runt Alotepec är lite bergig. Runt Alotepec är det tätbefolkat, med 257 invånare per kvadratkilometer. Närmaste större samhälle är Cuautla Morelos, 19,1 km sydväst om Alotepec. I omgivningarna runt Alotepec växer huvudsakligen savannskog.